# Severos av Antiokia

Severos av Antiokia.

Severos av Antiokia, född 465 i Sozopolis, Persien, död 538, är ett helgon tillhörande den syrisk-ortodoxa kyrkan.
Han förkastade kyrkomötet Chalkedons beslut år 451 angående Kristi natur. Han hävdade att Jesus Kristus existerar i en natur från två naturer, därför påstår de västliga kyrkorna att den syrisk ortodoxa kyrkan är en monofysitisk (en natur). Detta förnekas än idag av de orientala kyrkorna.
Han fick tidigt tillnamnet "syrianernas krona". Han avsattes av Bysantinska riket och landsförvisades. Han var patriark av Antiochia åren 512–518.